# 姚鉉
姚鉉（967年—1020年），字寶之，廬州（今安徽合肥）人。宋代文學家。
生於宋太祖開寶元年（967年），太平興國八年（983年）進士甲科，解褐大理評事，知潭州湘鄉縣。淳化五年，直史館。歷右司諌，官至兩浙路轉運史。善文辭，勤於筆記，藏書甚多。真宗大中祥符四年（1011年），編有《唐文粹》，為救頹弊文風，宗古體詩，不收近體詩。與柳開、穆修等友好。杭州知州與姚鉉不協，偷偷上報其短，姚鉉被除名貶連州。卒於真宗天禧四年（1020年）。

## 延伸阅读
[在维基数据编辑]
 《宋史·卷441》，出自脱脱《宋史》
 在维基共享资源阅览影像